# Жарсай (Исатайский сельский округ)
Жарсай (каз. Жарсай, до 199? г. — Новонадеждинка) — село в Хобдинском районе Актюбинской области Казахстана. Административный центр и единственный населённый пункт Исатайского сельского округа. Код КАТО — 154253100.

## Население
По данным всесоюзной переписи 1989 года в селе проживало 1250 человек, в основном казахи. В 1999 году население села составляло 560 человек (293 мужчины и 267 женщин). По данным переписи 2009 года, в селе проживали 282 человека (155 мужчин и 127 женщин).